# بابکن صفریان
بابگن صفریان (ارمنی: Բաբկեն Սաֆարեան؛  )بازیکن بازنشسته فوتبال  ارمنی‌تبار اهل ایران است که در دهه ۱۳۵۰ خورشیدی فعالیت ورزشی داشت.

## باشگاهی
از باشگاه هایی که در توپ زده‌است می‌توان آرارات تهران را اشاره کرد.